# Alamendah
Alamendah is een bestuurslaag in het regentschap Bandung van de provincie West-Java, Indonesië. Alamendah telt 20.559 inwoners (volkstelling 2010).